# ميناس عثماني
ميناس عثماني هو مدرب كرة قدم ولاعب كرة قدم شمال مقدوني في مركز الوسط، ولد في 22 فبراير 1985 في إسكوبية في مقدونيا الشمالية. لعب مع نادي أولمبيك سراييفو ونادي رابوتنيتشكي ونادي رينوفا ونادي فاردار ونادي ميتالورغ سكوبيه.

## وصلات خارجية
- ميناس عثماني على موقع قاعدة بيانات كرة القدم.إي يو (الإنجليزية)
- ميناس عثماني على موقع Soccerway.com (الإنجليزية)